# Mistrzostwa Europy Juniorów w Saneczkarstwie 2019 (tory naturalne)
35. Mistrzostwa Europy Juniorów w Saneczkarstwie na torach naturalnych 2019 odbyły się w dniach 22 - 24 lutego w austriackim Umhausen. Rozegrane zostały trzy konkurencje: jedynki kobiet, jedynki mężczyzn oraz dwójki mężczyzn.
W jedynkach kobiet zwyciężyła Włoszka Daniela Mittermair, a wśród mężczyzn Austriak Fabian Achenrainer. W dwójkach triumfowali Fabian Achenrainer i Miguel Brugger z Austrii.
W mistrzostwach brali udział również reprezentanci Polski. W jedynkach kobiet 8 była Julia Płowy, a 11 Klaudia Promny. W jedynkach mężczyzn 24 był Szymon Majdak, a w dwójkach para Szymon Majdak i Kacper Adamski była 9.

## Terminarz i medaliści
| Data           | Miejscowość | Konkurencja      | Złoto                                       | Srebro                                  | Brąz                                           |
| -------------- | ----------- | ---------------- | ------------------------------------------- | --------------------------------------- | ---------------------------------------------- |
| 24 lutego 2019 | Umhausen    | Jedynki kobiet   | Daniera Mittermair                          | Alexandra Pfattner                      | Lisa Walch                                     |
| 24 lutego 2019 | Umhausen    | Jedynki mężczyzn | Fabian Achenrainer                          | Florian Haselrieder                     | Fabian Brunner                                 |
| 23 lutego 2019 | Umhausen    | Dwójki mężczyzn  | Austria Fabian Achenrainer · Miguel Brugger | Ukraina Myrosław Lenko · Andrij Hirniak | Rosja Kiryłł Krawczuk · Wiaczesław Kudriawczew |

## Wyniki

### Jedynki kobiet
- Data: 24 lutego 2019

| Medal | Zawodniczka        | Narodowość | 1. zjazd | 2. zjazd | Czas    | Strata  |
| ----- | ------------------ | ---------- | -------- | -------- | ------- | ------- |
|       | Daniela Mittermair | Włochy     |          |          | 2:33,95 | -       |
|       | Alexandra Pfattner | Włochy     |          |          |         | + 0,39  |
|       | Lisa Walch         | Niemcy     |          |          |         | + 1,23  |
| 4.    | Riccarda Rütz      | Austria    |          |          |         | + 3,60  |
| 5.    | Nadine Staffler    | Włochy     |          |          |         | + 4,03  |
| 6.    | Vanessa Markt      | Austria    |          |          |         | + 4,09  |
| 7.    | Anastasia Ślusar   | Ukraina    |          |          |         | + 4,23  |
| 8.    | Julia Płowy        | Polska     |          |          |         | + 5,03  |
| 9.    | Lea Stangl         | Włochy     |          |          |         | + 7,23  |
| 10.   | Sarah Schiller     | Niemcy     |          |          |         | + 9,31  |
| 11.   | Klaudia Promny     | Polska     |          |          |         | + 11,59 |

### Jedynki mężczyzn
- Data: 24 lutego 2019

| Medal | Zawodniczka          | Narodowość | 1. zjazd | 2. zjazd | Czas    | Strata  |
| ----- | -------------------- | ---------- | -------- | -------- | ------- | ------- |
|       | Fabian Achenrainer   | Austria    |          |          | 2:32,28 | -       |
|       | Florian Haselrieder  | Włochy     |          |          |         | + 1,43  |
|       | Fabian Brunner       | Włochy     |          |          |         | + 1,86  |
| 4.    | Daniel Gruber        | Włochy     |          |          |         | + 1,94  |
| 5.    | Oliver Schiller      | Niemcy     |          |          |         | + 4,21  |
| 6.    | Miguel Brugger       | Austria    |          |          |         | + 4,33  |
| 7.    | Stefan Unterholzner  | Włochy     |          |          |         | + 4,87  |
| 8.    | Lukas Mark           | Austria    |          |          |         | + 5,47  |
| 9.    | Kiriłł Krawczuk      | Rosja      |          |          |         | + 6,22  |
| 10.   | Sebastian Feldhammer | Austria    |          |          |         | + 6,49  |
| . . . |                      |            |          |          |         |         |
| 24.   | Szymon Majdak        | Polska     |          |          |         | + 16,57 |

### Dwójki mężczyzn
- Data: 23 lutego 2019

| Medal | Zawodnicy                              | Narodowość | 1. zjazd | 2. zjazd | Czas    | Strata  |
| ----- | -------------------------------------- | ---------- | -------- | -------- | ------- | ------- |
|       | Fabian Achenrainer Miguel Brugger      | Austria    | 1:20,80  | -        | 1:20,80 | -       |
|       | Myrosław Lenko Andrij Hirniak          | Ukraina    | 1:21,33  | -        | 1:21,33 | + 0,53  |
|       | Kiriłł Krawczuk Wiaczesław Kudriawczew | Rosja      | 1:21,64  | -        | 1:21,64 | + 0,84  |
| 4.    | Aleksiej Chabibułin Andriej Kałoszin   | Rosja      | 1:22,20  | -        | 1:22,20 | + 1,40  |
| 5.    | Bine Mekina Blaž Mekina                | Słowenia   | 1:22,33  | -        | 1:22,33 | + 1,53  |
| 6.    | Maximilian Pichler Matthias Pichler    | Austria    | 1:23,10  | -        | 1:23,10 | + 2,30  |
| 7.    | Oliver Schiller Simon Dietz            | Niemcy     | 1:24,33  | -        | 1:24,33 | + 3,53  |
| 8.    | Aleksiej Serguszkin Wadim Fiszbak      | Rosja      | 1:28,60  | -        | 1:28,60 | + 7,80  |
| 9.    | Szymon Majdak Kacper Adamski           | Polska     | 1:33,59  | -        | 1:33,59 | + 12,79 |

## Klasyfikacja medalowa
| Miejsce | Państwo | złoto | srebro | brąz | Razem |
| ------- | ------- | ----- | ------ | ---- | ----- |
| 1.      | Austria | 2     | 0      | 0    | 2     |
| 2.      | Włochy  | 1     | 2      | 1    | 4     |
| 3.      | Ukraina | 0     | 1      | 0    | 1     |
| 4.      | Rosja   | 0     | 0      | 1    | 1     |
| =       | Niemcy  | 0     | 0      | 1    | 1     |